# Chaetopleurophora
Chaetopleurophora is een geslacht van insecten uit de familie van de Bochelvliegen (Phoridae), die tot de orde tweevleugeligen (Diptera) behoort.

## Soorten
- C. atra Borgmeier, 1962
- C. bohemanni (Becker, 1901)
- C. erythronota (Strobl, 1892)
- C. multiseriata (Aldrich, 1903)
- C. pennsylvanica (Malloch, 1914)
- C. pygidialis Schmitz, 1941
- C. rubricornis Borgmeier, 1962
- C. rufithorax Brues, 1943
- C. spinosa Schmitz, 1935
- C. spinosior Schmitz, 1938
- C. spinosissima (Strobl, 1892)